# Anton Magerl
Anton Magerl (* 23. Mai 1947 in Landau an der Isar) ist ein deutscher Agrarwissenschaftler und Beamter. Zwischen 2008 und 2012 amtierte er als Präsident der Bayerischen Landesanstalt für Weinbau und Gartenbau.

## Leben

### Ausbildung
Nach der Mittleren Reife absolvierte er zunächst eine Ausbildung zum Gärtner in der Fachrichtung Zierpflanzenbau. Anschließend bildete sich Magerl weiter und besuchte die Ingenieursschule für Gartenbau in Weihenstephan, ehe er sich am Campus Weihenstephan der TU München für ein Studium der Agrarwissenschaften mit Schwerpunkt Gartenbau immatrikulierte. Dieses schloss er mit Referendariat und Staatsexamen ab.

### Berufliche Laufbahn
Den Einstieg in seine Karriere im öffentlichen Dienst fand Magerl 1977 als Berater und Lehrkraft beim Amt für Landwirtschaft und Gartenbau in Bamberg. Zehn Jahre später wechselte er 1987 in die Regierung von Mittelfranken nach Ansbach. Dort arbeitete er im Sachgebiet Gartenbau, übernahm 1995 dessen Leitung und war ab 1997 darüber hinaus stellvertretender Leiter der Abteilung Landwirtschaft. Im Zuge einer Verwaltungsreform wurde er 2005 an das Fürther Amt für Ernährung, Landwirtschaft und Forsten (das Kompetenzzentrum für den Gartenbau in Mittelfranken und der Oberpfalz) versetzt, wo er die Leitung der Abteilung Gartenbau innehatte. 
Am 21. April 2008 wurde Magerl als leitender Landwirtschaftsdirektor vom bayerischen Staatsminister für Landwirtschaft und Forsten, Josef Miller, zum Präsidenten der Bayerischen Landesanstalt für Weinbau und Gartenbau (LWG) ernannt. Diese Stelle in Veitshöchheim trat er zum 1. Mai gleichen Jahres an. Am 29. Juni 2012 erfolgte seine offizielle Verabschiedung in den Ruhestand.

## Leistungen an der LWG
Magerls Amtszeit an der LWG war geprägt von Neubaumaßnahmen am Hauptsitz in Veitshöchheim sowie im ökologischen Gemüsebauversuchsbetrieb in Bamberg. Zudem mussten innerhalb der Anstalt umfangreiche Organisationsänderungen und Umstrukturierungen eingeleitet und umgesetzt werden. Staatsminister Helmut Brunner betonte anlässlich Magerls Verabschiedung, dass dieser sich insbesondere hinsichtlich der Aus- und Fortbildung junger Menschen im Garten- und Weinbau sowie bezüglich der organisatorischen und fachlichen Ausrichtung der Landesanstalt auf die Anforderungen der Zukunft bleibende Verdienste erworben habe. Die unter seiner Leitung durchgeführten Bauvorhaben hätten dazu beigetragen, dass sich die Landesanstalt zu einer der modernsten gartenbaulichen Versuchseinrichtungen Deutschlands entwickelt habe.

## Auszeichnungen
- 2012: Großer Bayerischer Löwe[4] (verliehen vom Bayerischen Staatsministerium für Ernährung, Landwirtschaft und Forsten)